# Pool de les Agències de Premsa No Alineades (NANAP)
El Pool de les Agències de Premsa No Alineades (NANAP), en anglès Non Aligned News Agency Pool, va ser un sistema de cooperació entre agències de premsa de països no-alineats que ha durat de 1975 a mitjans de la dècada de 1990.

## Història
Inicialment el NANAP va ser liderat, finançat i promogut per l'agència Tanjug de la Iugoslàvia socialista, i reunia diferents òrgans noticiosos estatals, especialment a Àfrica i al Sud d'Àsia.
L'organització també va ser coneguda amb altres noms com: Pool de les Agències de Premsa de Països No-Alineats (News Agency Pool of Non- Aligned Countries), Consorci de les Agències No-Alineades (Pool of Non- Aligned Press Agenciïs) i Grup d'Agències de Notícies dels Països No Alineats (Pool of the Non- Aligned Countries News Agenciïs).
NANAP va operar sobre la base de la cooperació entre les diferents agències nacionals de notícies dels països membres del Moviment. El seu principal rol era gestionar l'intercanvi d'informació directament entre les parts, sense la mediació de les grans agències occidentals de notícies.
Tanjug va tenir un rol de lideratge com a agència coordinadora. Amb anterioritat a la creació de NANAP i fins a 1993, Tanjug va mantenir 237 corresponsals internacionals en 22 països d'Europa, 15 d'Àsia, 3 de Sud-amèrica, 14 d'Àfrica, els Estats Units i Austràlia. Tanjug brindo suport per a la formació o enfortiment d'agències nacionals de notícies, mitjançant el subministrament d'equipament, la capacitació de periodistes o l'aplicació de tarifes diferencials pels seus serveis.
El NANAP va començar a un lent declivi a partir de 1980, quan les converses sobre el Nou Ordre Mundial de la Informació i Comunicació es van transferir a l'òrbita de l'ONU, sota la UNESCO. Però, després que tant els Estats Units com el Regne Unit van retirar les seves filiacions de l'organització, la iniciativa va perdre suport financer i va sofrir un boicot per part d'institucions occidentals favorables al lliure mercat.
Al novembre de 2005, en el marc de la Sisena Conferència de Ministres d'Informació dels Països No Alineats (COMINAC VI) organitzada per Malàisia, es va crear la NNN - NAM News Network (Xarxa de Notícies del Moviment de Països No Alineats), que reprèn els eixos de treball del NANAP.